# Radicaal 52
Van de in totaal 214 Kangxi-radicalen van de traditionele Chinese karakters heeft radicaal 52 de betekenis jong en klein. Het is een van de eenendertig radicalen die bestaan uit drie strepen.
In het Kangxi-woordenboek zijn er vijftig karakters die dit radicaal gebruiken.

## Karakters met het radicaal 52
| Strepen | Karakter |
| ------- | -------- |
| + 0     | 幺 乡    |
| + 2     | 幻       |
| + 6     | 幽       |
| + 9     | 幾       |